# Neodorcadion exornatum
Neodorcadion exornatum är en skalbaggsart som först beskrevs av Imre Frivaldszky 1835.  Neodorcadion exornatum ingår i släktet Neodorcadion och familjen långhorningar. Inga underarter finns listade i Catalogue of Life.